# مطار الأمير سلطان بن عبد العزيز الإقليمي
مطار الأمير سلطان بن عبد العزيز الدولي (إياتا: TUU، إيكاو: OETB) هو مطار دولي يبعد عن مدينة تبوك حوالي 3 كم ويخدم أيضا العديد من الضواحي التابعة لمنطقة تبوك كبلدة القليبة وبلدة بئر بن هرماس ومدينة ضباء ومدينة تيماء ومدينة حقل، ويبعد عن مطار خليج نيوم مسافة 75 كيلو متر ، بني المطار في أوائل السبعينات وكان عبارة عن مهبط ترابي إلى ان تم تطويره على مراحل حتى أصبح مطارا دوليا حين افتتح عام 1978 والآن يعتبر مطار الأمير سلطان بن عبد العزيز خامس مطار بالسعودية من حيث الحركة والنشاط وكثافة الرحلات تم تغيير مسماه بأمر من خادم الحرمين الشريفين بتاريخ 1432/7/21 هـ الموافق 2011/6/24 إلى اسم صاحب السمو الملكي الأمير سلطان بن عبد العزيز ولي عهد المملكة العربية السعودية انذاك .

## المطار الجديد ومكوناته
تم افتتاح المبنى الجديد للمطار الأمير سلطان الجديد وذلك في 15 مايو 2011. في الجهة المقابلة للمطار القديم الذي يسع ل1,8 مليون مسافر سنويا مساحة المطار 675,000 متر مربع مساحة صالة السفر الرئيسية 16,420 مترمربع مساحة صالة إنهاء إجراءات السفر 8,320 متر مربع، مساحة صالة المغادرة للرحلات الداخلية 825 متر مربع مساحة صالة المغادرة الدولية 1,354 مترمربع كما يحوي المطار على محال تجارية بمساحة 542 متر مربع مساحة صالة القدوم للرحلات المحلية والدولية 1,800 متر مربع كما أنه هناك مداخل فرعية لمنطقة الوصول والمغادرة بالحافلات بمساحة 153 متر مربع كما أنه يحوي على الصالات الملكية لكبار الزوار بمساحة 1,233 متر مربع .
 == خطوط وشركات الطيران ==
شركات الطيران:
تعمل في مطار الأمير سلطان 10 شركات طيران في الوقت الحالي

{{قائمة وجهات 
| الخطوط الجوية العربية السعودية | مطار الملك عبد العزيز الدولي - مطار الملك خالد الدولي
| [[طيران ناس| مطار الملك خالد الدولي - مطار الملك عبد العزيز الدولي - مطار الملك فهد الدولي - مطار الأمير محمد بن عبد العزيز الدولي - مطار أبها الدولي 
| طيران أديل | مطار الملك عبد العزيز الدولي - مطار الملك خالد الدولي - مطار الملك فهد الدولي
| نسما للطيران | مطار القاهرة الدولي - مطار سوهاج الدولي
```
 
النيل للطيران 
| 
مطار القاهرة الدولي
```

| مصر للطيران | مطار القاهرة الدولي 
| العربية للطيران | مطار الشارقة الدولي - مطار القاهرة الدولي
```
 
فلاي دبي 
|
مطار دبي الدولي 
```

| إير كايرو | مطار القاهرة الدولي  - مطار سوهاج الدولي |
```
 
الخطوط الجوية القطرية
 | 
مطار حمد الدولي
 ||
```

}}